# Kostel svatého Jana Nepomuckého (Vrchní Orlice)
Kostel svatého Jana Nepomuckého je římskokatolický filiální kostel ve Vrchní Orlici v obci Bartošovice v Orlických horách. Od roku 2012 je chráněnou kulturní památkou České republiky.

## Historie
Kostel vznikl v letech 1708–1712 z původní hřbitovní kaple. Postaven byl Carlem Antoni Reinem z Rokytnice, Italem, usazeným v Rokytnici v Orlických horách, který se roku 1730 zabil při stavbě kostela v Neratově. V roce 1770 byl rozšířen a byla přistavěna věž.

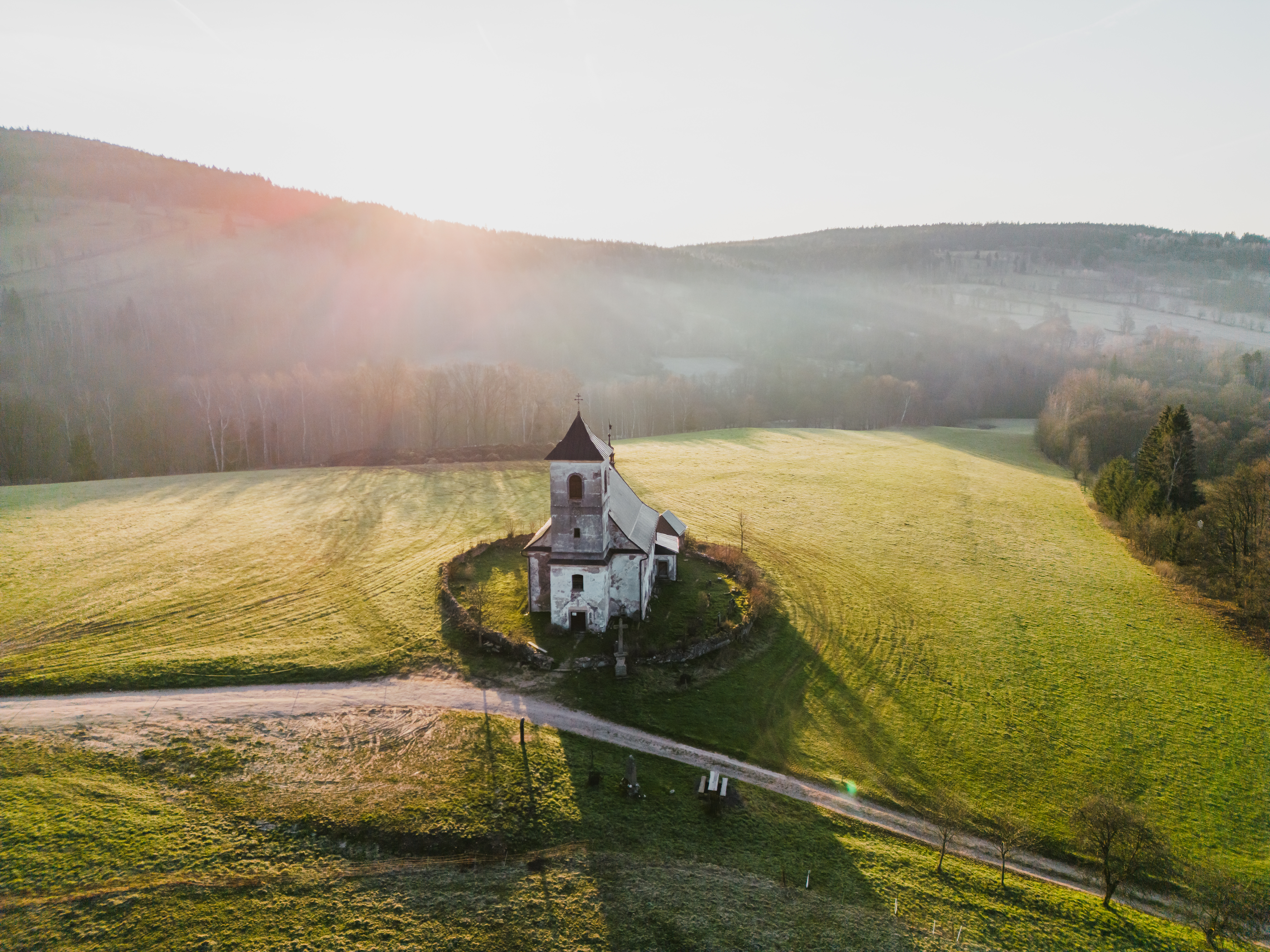
Kostel svatého Jana Nepomuckého na Vrchní Orlici.

## Architektura
Jednolodní stavba, zakončená půlkruhovým presbytářem z východní strany a věží bez předsíně na straně západní. Obdélníková loď je zastřešena sedlovou střechou. V ose kostela je hlavní věž a menší saktusová ve tvaru báně s otevřenou lucernou.

## Interiér
Zařízení kostela pocházelo z 18. a 19. století, v sedmdesátých a osmdesátých letech 20. století byl interiér postupně vykrádán a zpustošen. Zachovaly se pouze lavice. Oltář byl převezen do kostela sv. Bartoloměje v Bystrém.

## Okolí kostela
Kolem kostela se nachází poničený hřbitov. V létě 2022 byl před kostelem instalován poesiomat.

## Bohoslužby a využití kostela
Bohoslužby se konají na svátek patrona kostela. V kostele se konají koncerty a výstavy. Kostel je volně přístupný.

## Zajímavosti
V kostele natáčel režisér Jiří Menzel exteriérové scény filmu Obsluhoval jsem anglického krále podle stejnojmenného díla Bohumila Hrabala a režisér Jiří Strach zde filmoval některé scény třetí řady televizního seriálu Labyrint.

## Galerie

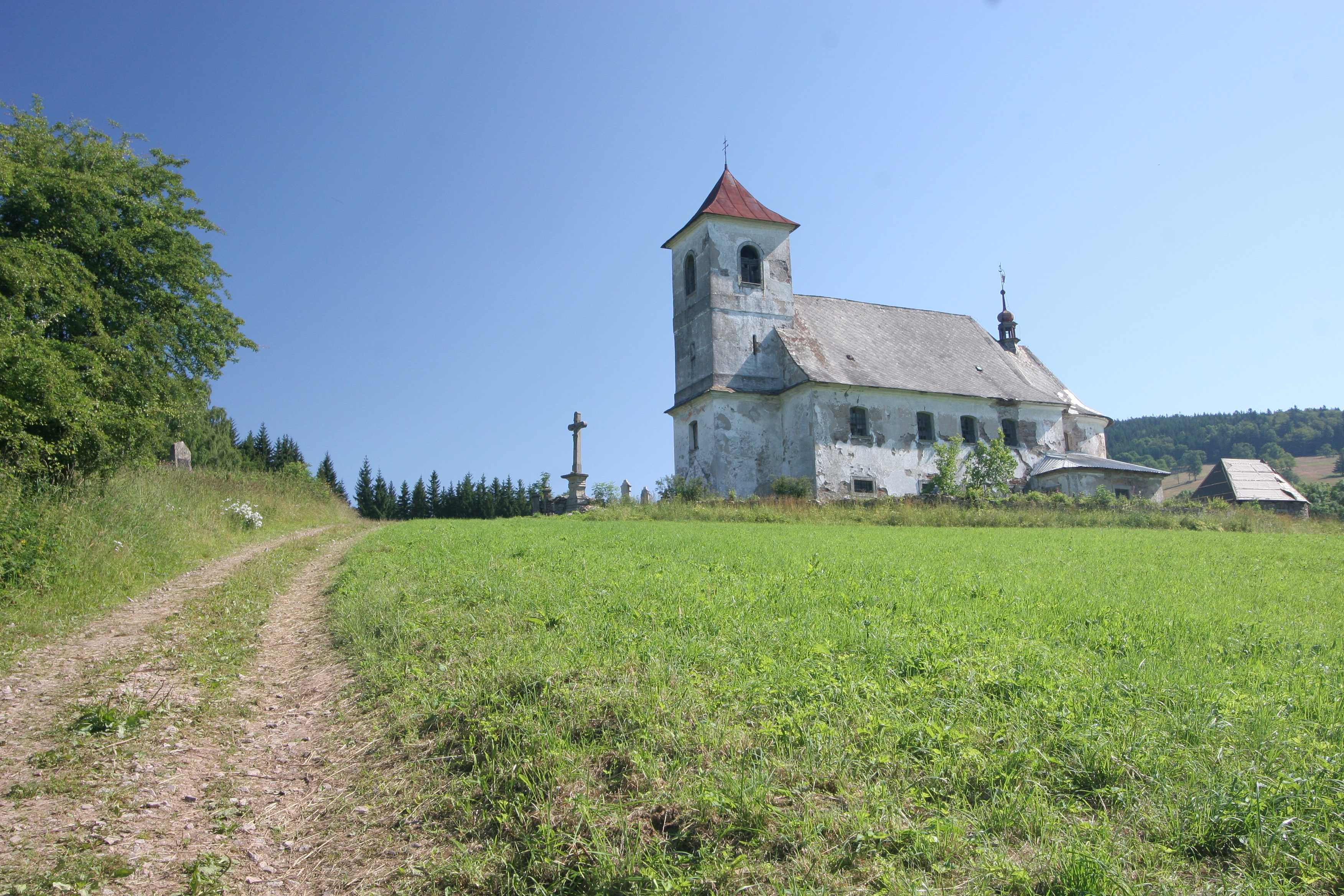
Kostel
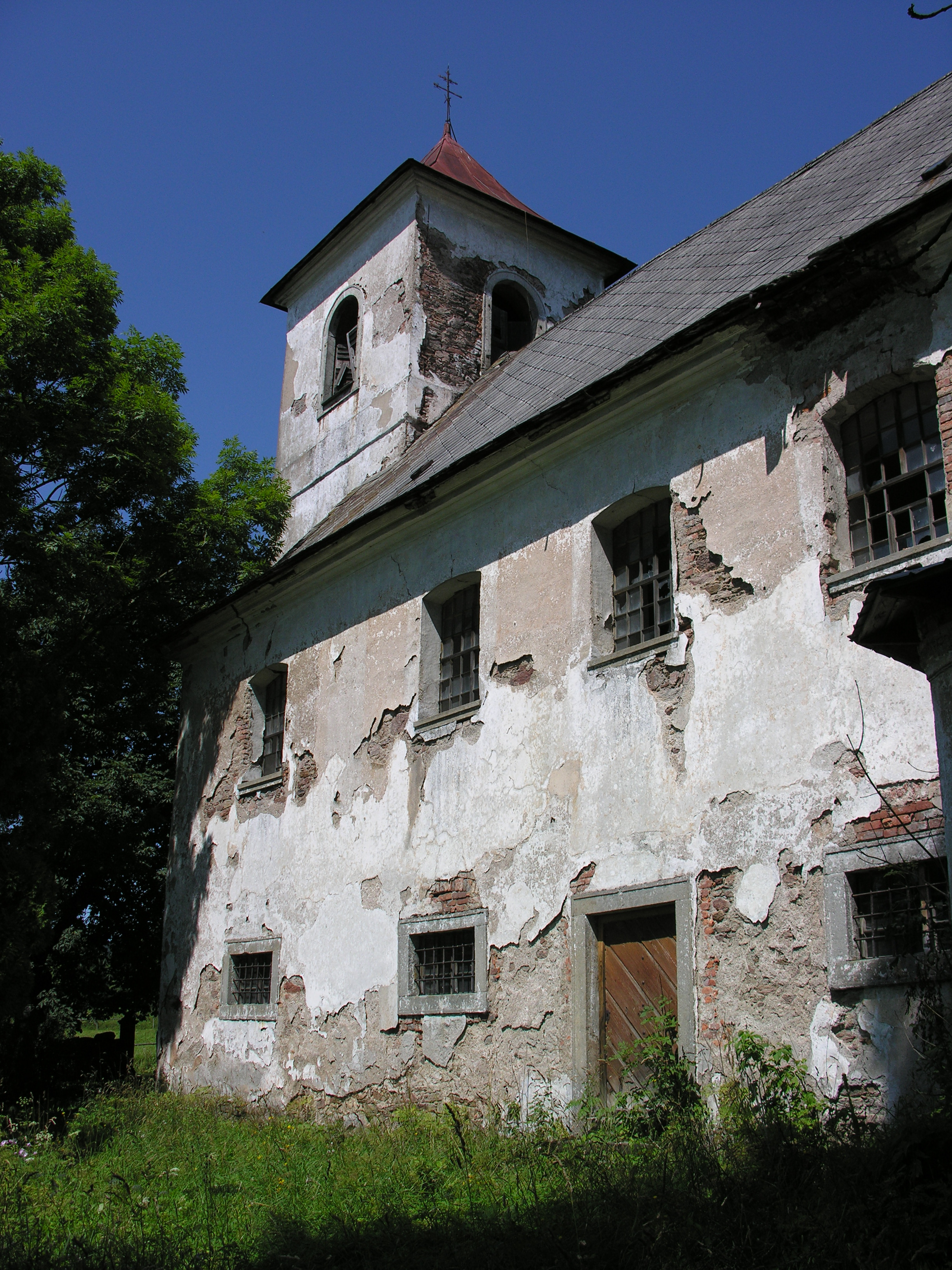
Exteriér
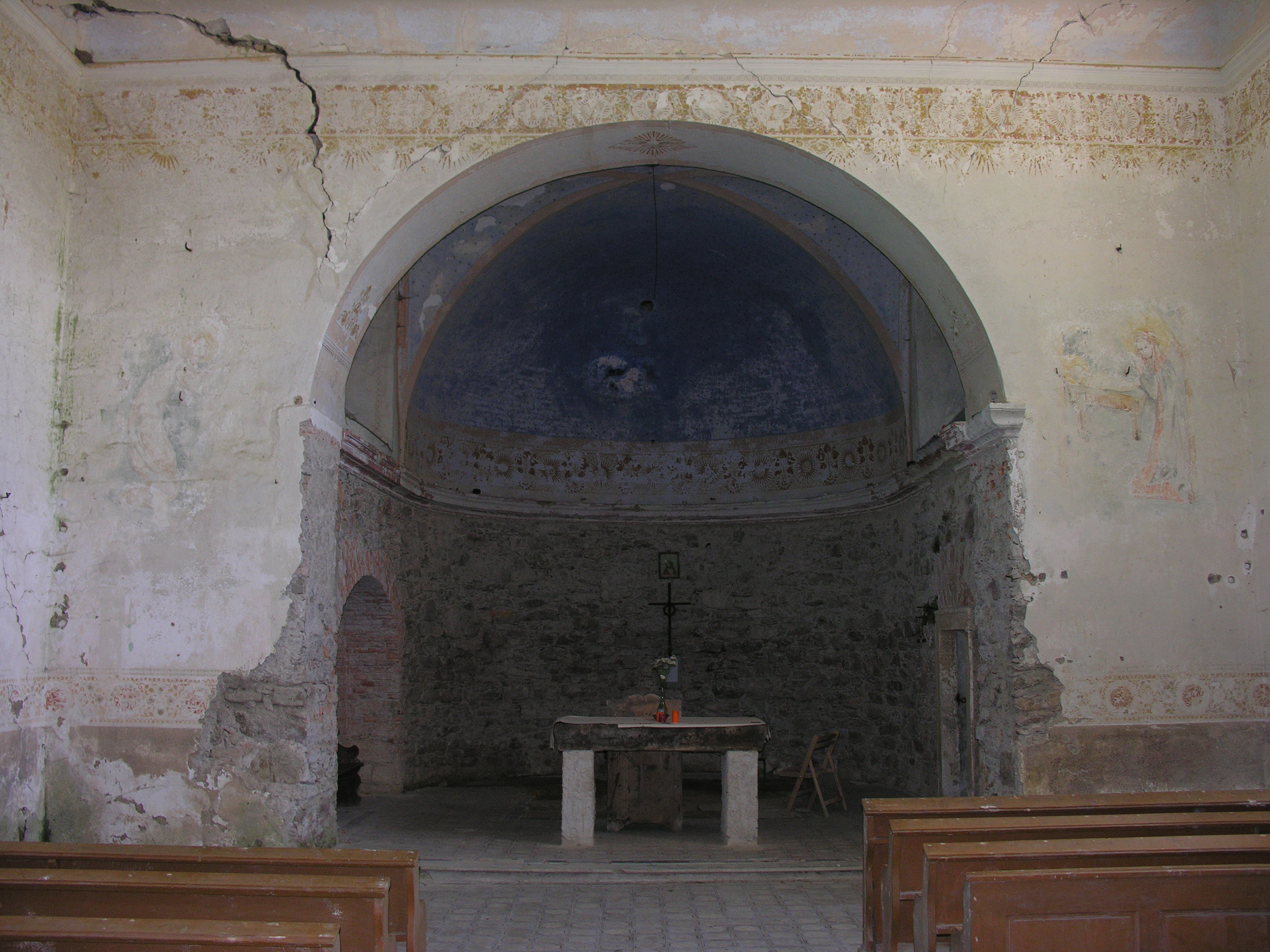
Interiér
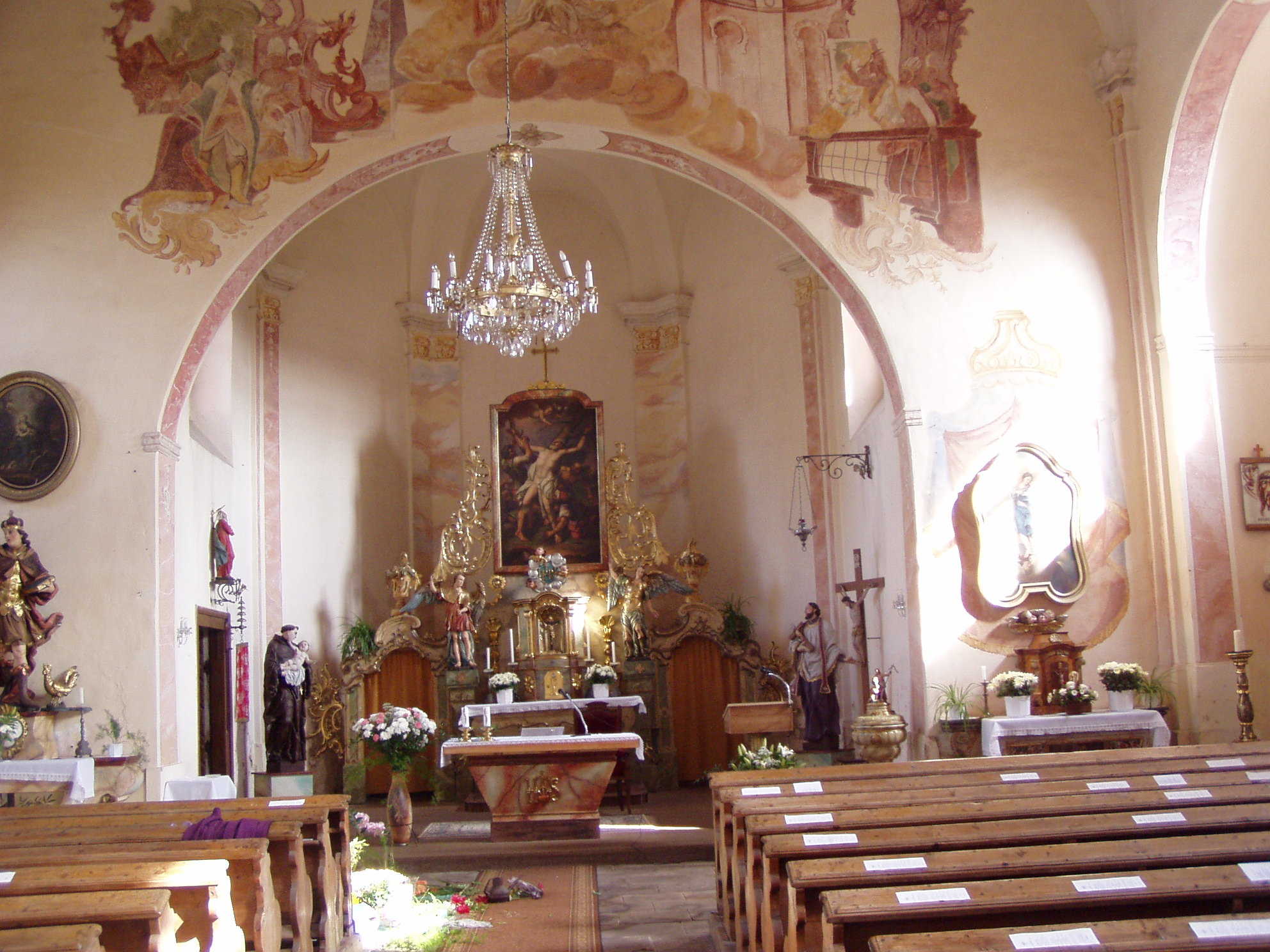
Oltář z Vrchní Orlice v Bystrém
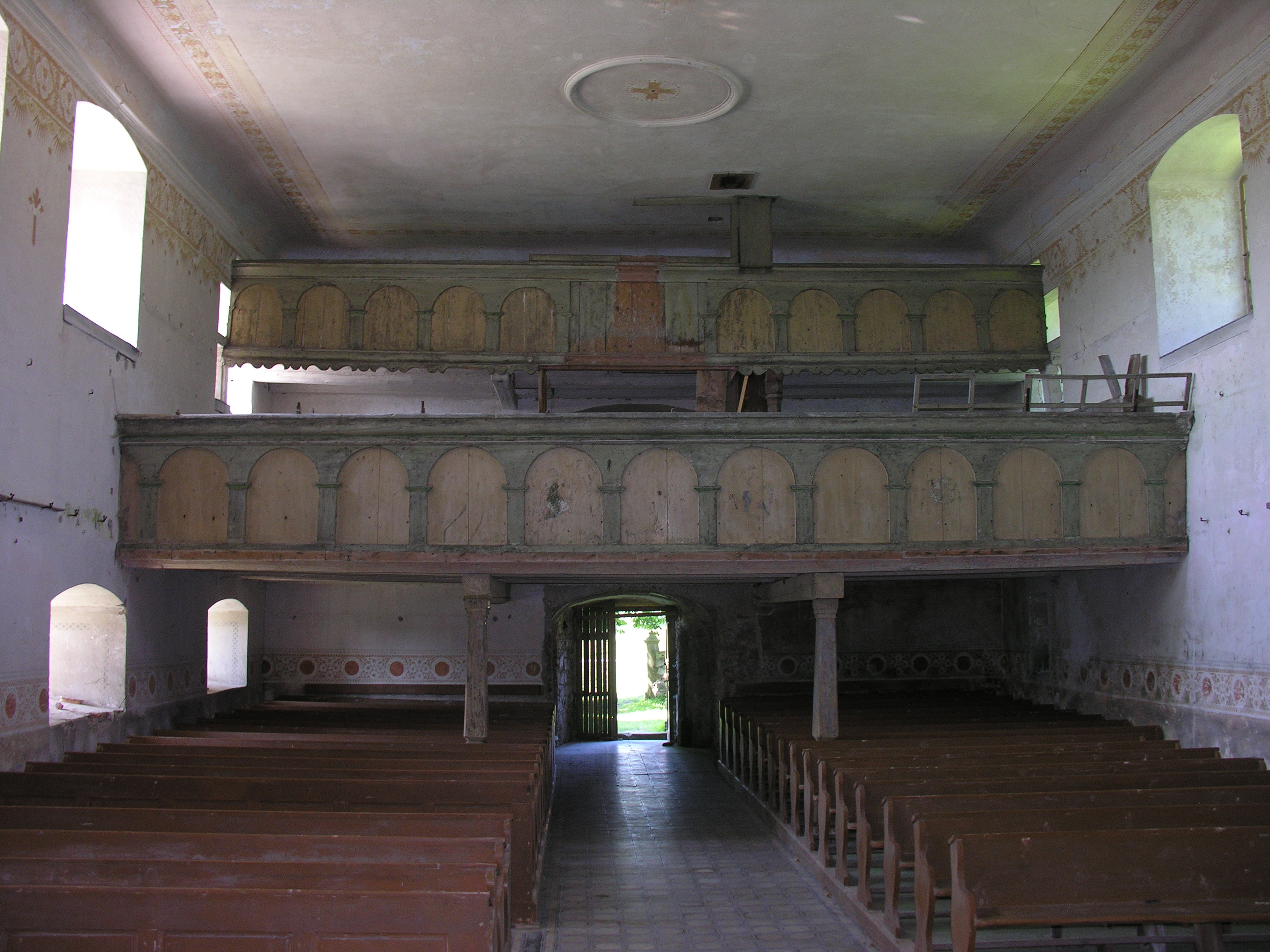
Lavice